# Райхельсхайм (Веттерау)
Райхельсхайм (в русской литературе по истории Германии принято написание Рейхельсгейм; нем. Reichelsheim) — город в Германии, в земле Гессен. Подчинён административному округу Дармштадт. Входит в состав района Веттерау. Население составляет 6781 человек (на 31 декабря 2010 года). Занимает площадь 27,60 км². Официальный код — 06 4 40 021.
Город подразделяется на 6 городских районов.